# 斯泰日
斯泰日（法語：Steige，法語發音：[stɛʒ]）是法国下莱茵省的一个市镇，属于塞莱斯塔-埃尔什泰因区。

## 地理
斯泰日（48°21'39"N, 7°14'19"E）面积9.86 平方千米，位于法国大東部大區下莱茵省，该省份为法国大陆部分最东部的省份，是阿尔萨斯的一部分，今与上莱茵省组成了阿尔萨斯欧洲集体，其南至上莱茵省，西南接孚日省和默尔特-摩泽尔省，西接摩泽尔省，北与德国接壤。
与斯泰日接壤的市镇（或旧市镇、城区）包括：贝勒福斯、布雷唐巴克、拉莱、迈松古特、朗吕、于尔贝。

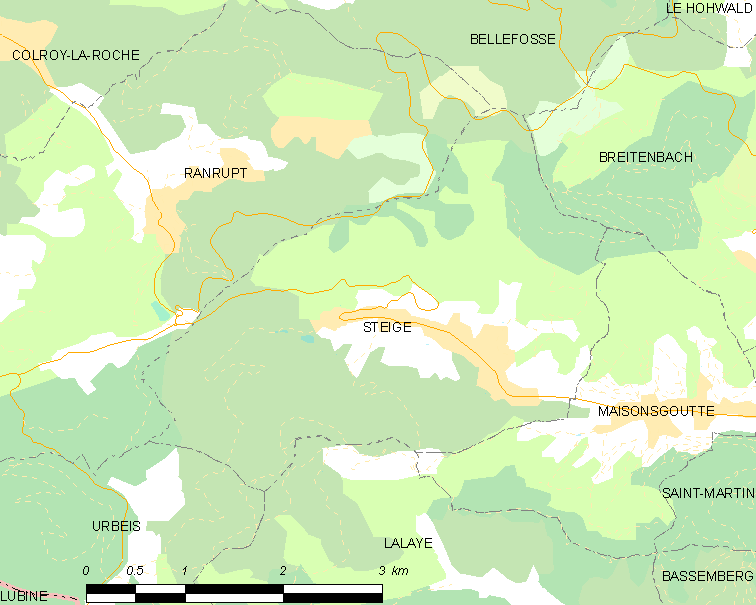
斯泰日的OSM定位图

斯泰日的时区为UTC+01:00、UTC+02:00（夏令时）。

## 行政
斯泰日的邮政编码为67220，INSEE市镇编码为67477。

## 政治
斯泰日所属的省级选区为米齐格县。

## 人口

1962-2008年间斯泰日人口变化图示

斯泰日于2022年1月1日时的人口数量为627人。